# (1553) Bauersfelda
(1553) Bauersfelda – planetoida z grupy pasa głównego asteroid okrążająca Słońce w ciągu 4 lat i 348 dni w średniej odległości 2,9 au. Została odkryta 13 stycznia 1940 roku w Landessternwarte Heidelberg-Königstuhl w Heidelbergu przez Karla Reinmutha. Nazwa planetoidy pochodzi od Walthera Bauersfelda (1879-1959), niemieckiego inżyniera zakładów optycznych Carla Zeissa. Została nadana w 1954 roku z okazji 75 rocznicy jego urodzin. Przed nadaniem nazwy planetoida nosiła oznaczenie tymczasowe (1553) 1940 AD.